# Brizambourg
Brizambourg település Franciaországban, Charente-Maritime megyében. Lakosainak száma 978 fő (2022. január 1.). Brizambourg Bercloux, Écoyeux, Migron, Saint-Bris-des-Bois, Saint-Césaire és Villars-les-Bois községekkel határos.

## Népesség
A település népességének változása:
| Lakosok száma | 787  | 747  | 790  | 843  | 856  | 872  | 905  | 934  | 940  | 978  |
|               | 1968 | 1982 | 1990 | 2006 | 2013 | 2015 | 2017 | 2019 | 2020 | 2022 |